# Monika Szwertfeger
Monika Szwertfeger (ur. 1895, zm. 20 stycznia 1982) – Kaszubka, Sprawiedliwa Wśród Narodów Świata, mieszkanka kaszubskiej wsi Barwik.

## II wojna światowa
W nocy z 1 na 2 lutego 1945 roku przez wieś Pomieczyno szła kolumna więźniarek uczestnicząca w marszu śmierci z obozu koncentracyjnego KL Stutthof do Lauenburg (Lęborka). Kolumna miała do przejścia około 400 km. Każdego dnia pokonywano odcinek około 20 km. Ludzie umęczeni latami katorgi obozowej, szli w chłodzie, pędzeni brutalnie przez strażników kolumny. Nie mieli butów, odpowiedniego ubioru, a racje żywnościowe, które otrzymywali były 17-krotnie mniejsze w porównaniu z tymi, jakie więźniowie dostawali w KL Stutthof. Więźniarkom dokuczał więc przeraźliwy głód. Ludzie, którzy przeżyli marsz śmierci wspominają, że gdy tylko ktoś próbował schylić się po podrzucony wcześniej przez miejscową ludność chleb, od razu był bity. Głód był tak dokuczliwy, że próbowano jeść nawet śnieg. 
Jedną z więźniarek była 24-letnia Lusia Pinczuk (po mężu Shimmel). Gdy kolumna zatrzymała się we wsi, Pinczuk została uratowana przez nieznajomego mężczyznę, przenocowała u niego na strychu, dostała ciepły posiłek i odzież, lecz nie mogła tam zostać na dłużej. Trafiła do domu ciotki mężczyzny – Moniki Szwertfeger i jej męża, Leona. Kobieta zaopiekowała się nią jak własną córką, pomimo grożącej jej i mężowi kary śmierci za pomoc Żydom. Pinczuk zamieszkała w pokoju na piętrze i była pod opieką Szwertfeger do końca sierpnia 1945 roku.

## Po wojnie
Monika Szwertfeger zmarła 20 stycznia 1982 roku. Została pochowana na cmentarzu parafialnym w Pomieczynie.
Za uratowanie Żydówki Monika Szwertfeger w 2012 roku została oznaczona najwyższym odznaczeniem Izraela – Sprawiedliwi Wśród Narodów Świata. 
Historia Moniki Szwertfeger i Lusi Pinczuk została opisana w książce „Stutthof jidze”, która opowiada o tych tragicznych wydarzeniach. 